# Contemporary hit radio
Contemporary hit radio (с англ. — «радио современных хитов», сокращённо CHR), также current hits (с англ. — «текущие хиты») или Top 40, — это формат радиовещания, распространённый в мире, основу музыкального наполнения которого составляют наиболее популярные текущие хиты, определяющиеся с помощью чартов. В формате выделяют несколько категорий в зависимости от того, какой стиль музыки преобладает на радиостанции: рок, поп или urban.
Сам термин «Contemporary Hit Radio» был введён в ранние 1980-е журналом «Radio & Records» для того, чтобы определять радиостанции, вещающие музыку разнообразных стилей из верхних строк чартов.

## Вариации
- CHR/dance — проигрывает танцевальные ремиксы популярных песен, включая и хиты из танцевальных чартов. В чистом виде этот формат редко встречается в эфире, однако у них постоянная аудитория.
- CHR/club — проигрывает ритмичную клубную музыку, в том числе миксы и ремиксы. При этом на радиостанции с данным форматом - наполнение какими-либо передачами, не связанными с данным форматом не превышает 5 % от всего эфирного времени или отсутствует вовсе. Такие радиостанции популярны среди молодёжи.
- CHR/urban (также известен как mainstream urban) или CHR/rhythmic (также известен как rhythmic contemporary) — фокусируется на проигрывании хип-хопа и R&B. Есть некоторые отличия между CHR/rhythmic и форматом urban contemporary: радиостанции urban чаще пускают в эфир R&B и соул, а CHR/rhythmic — R&B-поп и танцевальную музыку.
- Adult CHR — это слияние форматов CHR/pop и hot adult contemporary (Hot AC). Многие станции формата Adult CHR регулярно пускают ритмичную и танцевальную музыку, в отличие от станций Hot AC.
- CHR/pop — проигрывает хиты стилей поп, urban, альтернативный рок, рок и иногда кантри.
- CHR/rock — формат, похожий на CHR/pop, но также включающий в себя хиты современного рока.
- CHR/'80s — вероятно это самый старый формат, сформировавшийся в 1980-х.

## Радиостанции
В России вещают в формате CHR (неполный список):
- Европа Плюс (CHR/Pop)
- Love Radio (CHR/Soft AC)
- Радио ЮFM (Retro CHR)
- DFM (Adult CHR)
- NRJ (CHR/Pop)
- Радио Юнитон (Adult CHR)
- Русское Радио (Rus CHR)
- Хит FM (CHR)
- Радио СК (Club CHR)
- Радио Интерволна (CHR)
- Радио Рекорд (Rhythmic CHR - дневной эфир и Club CHR - ночной эфир)
- Радио Юнитон (CHR)
- Радио Кириши (Adult CHR)
- Пульс Радио (Adult CHR)
- Шарья FM (Пираты) (CHR\Retro)
- Радио Ваня (Retro CHR Dance, CHR/'90s, CHR/'00s)
- Радио Маруся FM (Rus CHR Dance)
- Radio REDBOX (CHR/Pop)